# Cabana de vinya (Òdena)
La Cabana de vinya és una obra d'Òdena (Anoia) inclosa a l'Inventari del Patrimoni Arquitectònic de Catalunya.

## Descripció
Construcció per aixopluc i per guardar-hi les eines. És de planta circular amb volta de lloses de pedra i terra. Té a la volta un orifici al centre o xemeneia. A l'exterior, la coberta fa una mena de cornisa de lloses de pedra. Hi ha una porta d'entrada amb una llinda feta amb una soca d'olivera. Als murs hi ha dues petites obertures.

## Història
En els brancals de la porta hi ha les inscripcions: 1864 MIQUEL PRAT / 1911 L.V / 1973.